# إدوارد هيذر
إدوارد هيذر (بالإنجليزية: Edward Heather)‏ (6 أكتوبر 1848 في المملكة المتحدة - 10 يوليو 1935 بملبورن في أستراليا) هو لاعب كريكت أسترالي. لعب مع فريق فكتوريا للكريكت.

## وصلات خارجية
- إدوارد هيذر على موقع إي آس بي آن كريك إنفو (الإنجليزية)